# Dzeržinsk
Dzeržinsk (rusky Дзержи́нск, do ledna 1927 Čornoje – Чёрное, do 11. června 1929 Rastjapino – Растя́пино) je město v Nižněnovgorodské oblasti Ruské federace. Leží na řece Oce a při sčítání lidu v roce 2010 mělo přibližně 240 tisíc obyvatel.

## Historie
První zmínka o vesnici jménem Rasťapino (Растя́пино) je z roku 1606. Rozvoj začíná v roce 1862, když zde byla postavena železniční stanice.
V roce 1929 bylo sídlo přejmenováno na Dzeržinsk k poctě Felixe Edmundoviče Dzeržinského, zakladatele Čeky.
V roce 1930 se Dzeržinsk stal městem.

## Znečištění
Dzeržinsk byl zapsán v Guinneissově knize rekordů jako nejznečištěnější město světa kvůli zdejšímu chemickému průmyslu.

## Rodáci
- Eduard Limonov (1943–2020), spisovatel a politik
- Sergej Nikolajevič Čigrakov (* 1961), hudebník
- Michail Vadimovič Seslavinskij (* 1964), politik
- Oleg Vladimirovič Děripaska (* 1968), podnikatel
- Sergej Sorokin (* 1969), lední hokejista
- Irina Vadimovna Voroninová (* 1977), modelka